# Apalachicola (rivier)
De Apalachicola (Engels: Apalachicola River) is de grootste rivier van de Florida Panhandle in de Amerikaanse staat Florida.
De rivier dankt zijn naam aan de Apalachicola-indianen. De rivier wordt gevormd door de samenvloeiing van de Flint River en de Chattahoochee in de staat Florida, op het grondgebied van Chattahoochee, aan de staatsgrens met Georgia. De Flint ontspringt in Atlanta in de Appalachian Mountains. De Apalachicola stroomt enkel door Florida. Het rivierbekken wordt evenwel gevoed door drie verschillende staten: Alabama, Georgia en Florida. Tussen deze drie betrokken staten werden al rechtszaken aangespannen met betrekking tot het zogenoemde AFC-stroomgebied vanwege de tegengestelde belangen van gegarandeerde beddingdiepte voor scheepvaart stroomafwaarts en gewenste opsparingen van water in stuwmeren stroomopwaarts voor drinkwatervoorziening.
- Gemeinsame Normdatei: 4464623-9
- Library of Congress Control Number: sh85005895
- National Archives and Records Administration: 10038778
- Nationale Bibliotheek van Israël: 987007294040605171
- Virtual International Authority File: 315526282